# Melanorivulus kayapo
Melanorivulus kayapo, es un pez actinopeterigio de agua dulce, de la familia de los rivulines. Su nombre deriva de la localidad tipo, el río en que habita.

## Distribución y hábitat
Se distribuye por ríos de América del Sur, en el drenaje del río Caiapó, en la cabecera de la cuenca del río Araguaia en Brasil. Es un pez de comportamiento bentopelágico de agua tropical.